# بطولة أوروبا لكرة الطائرة للرجال 1999
بطولة أوروبا لكرة الطائرة للرجال 1999 هو الموسم 21 من  بطولة أمم أوروبا للكرة الطائرة للرجال. أشرف على تنظيمه الاتحاد الأوروبي للكرة الطائرة، وكان عدد الأندية المشاركة فيه  8، وفاز فيه منتخب إيطاليا لكرة الطائرة.